# Winter-Universiade 2013/Freestyle-Skiing
Bei der Winter-Universiade 2013 wurden vier Wettkämpfe im Freestyle-Skiing ausgetragen.

## Bilanz

### Medaillenspiegel
| Platz  | Land               | Gold | Silber | Bronze | Gesamt |
| ------ | ------------------ | ---- | ------ | ------ | ------ |
| 1      | Russland           | 1    | 2      | 1      | 4      |
| 2      | Polen              | 1    | 1      | –      | 2      |
| 3      | Vereinigte Staaten | 1    | –      | 1      | 2      |
| 4      | Finnland           | 1    | –      | –      | 1      |
| 5      | Schweiz            | –    | 1      | –      | 1      |
| 6      | Tschechien         | –    | –      | 1      | 1      |
| 6      | Niederlande        | –    | –      | 1      | 1      |
| Gesamt | Gesamt             | 4    | 4      | 4      | 12     |

### Medaillengewinner

#### Männer
| Disziplin  | Gold           | Silber           | Bronze              |
| ---------- | -------------- | ---------------- | ------------------- |
| Skicross   | Mateusz Habrat | Igor Omelin      | Jiří Čech           |
| Slopestyle | Kalle Leinonen | Szczepan Karpiel | Janne van Enckevort |

#### Frauen
| Disziplin  | Gold                | Silber           | Bronze          |
| ---------- | ------------------- | ---------------- | --------------- |
| Skicross   | Wioletta Kowalskaja | Darja Nikolajewa | Wiktorija Sturk |
| Slopestyle | Alexis Keeney       | Fabienne Werder  | Katie Souza     |